# Controversy Sells
Albums par Paul Wall & Chamillionaire
Get Ya Mind Correct
(2002)
Albums par Paul Wall
Chick Magnet
(2004) The Peoples Champ
(2005)
Albums par Chamillionaire
The Sound of Revenge
(2005)
Controversy Sells est le deuxième album collaboratif des rappeurs Paul Wall et Chamillionaire, sorti le 25 janvier 2005.
Paid in Full Entertainment a sorti l'album en 2005 après que les deux rappeurs se sont séparés. L'album devait initialement sortir en 2003, mais en raison de différends avec Paid in Full Entertainment, Paul Wall a quitté le label. La chanson True a été remixée plus tard dans l'album GYMC: The Remix Album.

## Liste des titres
| No  | Titre                                                      | Contient un (des) sample(s) de                   | Durée |
| --- | ---------------------------------------------------------- | ------------------------------------------------ | ----- |
| 1.  | Intro                                                      |                                                  | 1:58  |
| 2.  | Clap                                                       |                                                  | 3:33  |
| 3.  | Still (N Luv Wit My Money) (featuring 50/50 Twin)          |                                                  | 6:45  |
| 4.  | Here I Am                                                  |                                                  | 2:13  |
| 5.  | I Got Game                                                 |                                                  | 4:05  |
| 6.  | True (featuring Lil' Flip)                                 | When Johnny Comes Marching Home de Louis Lambert | 4:05  |
| 7.  | Respect My Grind                                           |                                                  | 2:51  |
| 8.  | Lawyer Fees                                                |                                                  | 0:17  |
| 9.  | Can't Give Up the World (featuring 50/50 Twin et Lew Hawk) |                                                  | 5:07  |
| 10. | What Would U Do (featuring Monetana)                       |                                                  | 3:35  |
| 11. | Back Up Plan (featuring Devin the Dude)                    |                                                  | 6:17  |
| 12. | She Gangsta                                                |                                                  | 4:40  |
| 13. | House of Pain (featuring Young Ro)                         |                                                  | 3:28  |
| 14. | True Remix (featuring 50/50 Twin et Lew Hawk)              |                                                  | 4:07  |
| 15. | Outro                                                      |                                                  | 2:25  |